# Список найкращих легкоатлетів 1976
Нижче представлено список найкращих результатів 1976 року серед чоловіків та жінок у світі, Європі, СРСР та Українській РСР.

## Чоловіки

### Зимовий сезон
| Дисципліна                                      | Світ                                                                                          | Європа                                                                | СРСР                                                    | УРСР                                       |
| ----------------------------------------------- | --------------------------------------------------------------------------------------------- | --------------------------------------------------------------------- | ------------------------------------------------------- | ------------------------------------------ |
| 50 метрів                                       | 5,75 Ойген Рай НДР                                                                            | 5,75 Ойген Рай НДР                                                    |                                                         |                                            |
| 60 метрів (ручний хронометраж)                  |                                                                                               |                                                                       |                                                         | 6,5 Валерій Борзов Київ                    |
| 60 метрів (електронний хронометраж)             | 6,58 Валерій Борзов СРСР                                                                      | 6,58 Валерій Борзов СРСР                                              | 6,58 Валерій Борзов УРСР                                | 6,58 Валерій Борзов Київ                   |
| 100 метрів                                      | 10,16 Ойген Рай НДР                                                                           | 10,16 Ойген Рай НДР                                                   |                                                         |                                            |
| 400 метрів                                      |                                                                                               |                                                                       |                                                         | 50,3 Василь Архипенко Донецька обл.        |
| 600 метрів                                      | 1.17,9 Олександр Гончаров СРСР                                                                | 1.17,9 Олександр Гончаров СРСР                                        | 1.17,9 Олександр Гончаров РРФСР                         | 1.20,3 Анатолій Печериця Севастополь       |
| 800 метрів                                      | 1.47,2 (1.47,24) Поль-Хайнц Вельманн ФРН                                                      | 1.47,2 (1.47,24) Поль-Хайнц Вельманн ФРН                              |                                                         | 1.51,2 Микола Шаповалов                    |
| 1000 метрів                                     | 2.19,1 Поль-Хайнц Вельманн ФРН                                                                | 2.19,1 Поль-Хайнц Вельманн ФРН                                        |                                                         | 2.29,7 Сергій Голобородько Київ            |
| 1500 метрів                                     |                                                                                               |                                                                       |                                                         | 3.46,9 Володимир Яровенко Київ             |
| Миля                                            | 3.56,1 Фільберт Байї Танзанія                                                                 | 3.59,3 Імонн Коглен Ірландія                                          |                                                         |                                            |
| 3000 метрів                                     | 7.52,0 Пітер Вайт ФРН                                                                         | 7.52,0 Пітер Вайт ФРН                                                 |                                                         | 8.00,6 Анатолій Недибалюк Вінницька обл.   |
| 2 милі                                          | 8.27,0 Френк Шортер США                                                                       |                                                                       |                                                         |                                            |
| 5000 метрів                                     | 13.20,8 Еміль Путтеманс Бельгія                                                               | 13.20,8 Еміль Путтеманс Бельгія                                       | 13.49,8 Валентин Зотов Білоруська РСР                   |                                            |
| 50 метрів з бар'єрами                           | 6,49 Томас Мункельт НДР                                                                       | 6,49 Томас Мункельт НДР                                               |                                                         |                                            |
| 60 метрів з бар'єрами (ручний хронометраж)      |                                                                                               | 7,5 EIB* Віктор Мясников СРСР                                         | 7,5 вище досягнення СРСР Віктор Мясников Білоруська РСР | 7,9 Микола Штангеєв Донецька обл.          |
| 60 метрів з бар'єрами (електронний хронометраж) | 7,69 Ларрі Шіпп США                                                                           | 7,75 Томас Мункельт НДР Збігнєв Янковські Польща Віктор Мясников СРСР | 7,75 Віктор Мясников Білоруська РСР                     |                                            |
| 4x1 милі                                        | 16.19,0 (16.19,01) Університет Вілланова США Джордж Маккей Дональд Пейдж Марк Белгер Філ Кейн |                                                                       |                                                         |                                            |
| Стрибки у висоту                                | 2,29 Дуайт Стоунз США (двічі)                                                                 |                                                                       | 2,24 Сергій Сенюков УРСР                                | 2,24 Сергій Сенюков Чернівецька обл.       |
| Стрибки з жердиною                              | 5,58 Ден Ріплі США                                                                            | 5,57 Владислав Козакевич Польща                                       | 5,45 Юрій Прохоренко УРСР                               | 5,45 Юрій Прохоренко Київ                  |
| Стрибки в довжину                               | 8,09 Ларрі Майрікс США                                                                        |                                                                       | 7,89 Валерій Підлужний УРСР                             | 7,89 Валерій Підлужний Донецька обл.       |
| Потрійний стрибок                               | 17,16 Віктор Санєєв СРСР                                                                      | 17,16 Віктор Санєєв СРСР                                              | 17,16 Віктор Санєєв Грузинська РСР                      | 15,90 Олександр Яковлев Київ               |
| Штовхання ядра                                  | 20,98 (двічі) Джефф Кейпс Велика Британія                                                     | 20,98 (двічі) Джефф Кейпс Велика Британія                             | 20,18 Анатолій Ярош УРСР                                | 20,18 Анатолій Ярош Ворошиловградська обл. |
| П'ятиборство                                    |                                                                                               |                                                                       | 4092 Анатолій Грачов Москва                             |                                            |

### Літній сезон
| Дисципліна                          | Світ | Європа                                                                            | СРСР | УРСР |
| ----------------------------------- | --- | --------------------------------------------------------------------------------- | --- | --- |
| 100 ярдів                           | 9,44 Дуейн Еванс США                                                                                                 |                                                                                   | | |
| 100 метрів                          | 9,9 WR* Стів Вільямс США Гарві Гланс США (двічі) Дон Кверрі Ямайка 10,06 Гейзлі Кроуфорд Тринідад і Тобаго           | 10,1 Манфред Кокот НДР Микола Колесников СРСР 10,14 Валерій Борзов СРСР           | 10,1 Микола Колесников Ленінград 10,14 Валерій Борзов УРСР                                                               | 10,1 (10,14) Валерій Борзов Київ |
| 200 метрів                          | 19,9 Стів Вільямс США (тричі) 20,10 Міллард Гемптон США                                                              | 20,1 П'єтро Меннеа Італія 20,23 П'єтро Меннеа Італія                              | 20,9 Олексій Голоурний УРСР 21,04 Микола Колесников Ленінград                                                            | 20,9 Олексій Голоурний Київ 21,40 Віктор Бураков Донецька обл.                                                                                         |
| 220 ярдів                           | |                                                                                   | | |
| 400 метрів                          | 44,3 (44,26) Альберто Хуанторена Куба                                                                                | 45,0 (45,04) Альфонс Бряйденбах Бельгія                                           | 46,8 (46,77) Валерій Юрченко РРФСР                                                                                       | 47,0 Микола Іващенко Київ 47,29 Володимир Євстюнін Київ                                                                                                |
| 440 ярдів                           | |                                                                                   | | |
| 800 метрів                          | 1.43,5 (1.43,50) WR* Альберто Хуанторена Куба                                                                        | 1.43,9 (1.43,86) Іво ван Дамме Бельгія                                            | 1.45,6 Володимир Пономарьов РРФСР 1.46,81 Віктор Анохін РРФСР                                                            | 1.47,1 Юрій Худяков Київ 1.47,86 Анатолій Решетняк Кримська обл.                                                                                       |
| 880 ярдів                           | |                                                                                   | | |
| 1000 метрів                         | 2.15,5 Іво ван Дамме Бельгія                                                                                         | 2.15,5 ER* Іво ван Дамме Бельгія                                                  | 2.19,2 NR* Віктор Солонецький РРФСР                                                                                      | |
| 1500 метрів                         | 3.34,2 (3.34,19) Джон Вокер Нова Зеландія                                                                            | 3.34,8 (3.34,77) Томас Вессінгхаге ФРН                                            | 3.37,2 NR* Анатолій Мамонтов Молдавська РСР                                                                              | 3.39,2 Євген Волков Київ |
| Миля                                | 3.53,1 (3.53,07) Джон Вокер Нова Зеландія                                                                            | 3.53,1 (3.53,10) ER* Томас Вессінгхаге ФРН                                        | | |
| 2000 метрів                         | 4.51,4 (4.51,52) WR* Джон Вокер Нова Зеландія                                                                        |                                                                                   | | |
| 3000 метрів                         | 7.43,5 (7.43,46) Род Діксон Нова Зеландія                                                                            | 7.43,8 (7.43,76) Жак Боксберже Франція                                            | 7.48,0 NR* Іван Парлуй РРФСР                                                                                             | 7.59,6 Володимир Яровенко Київ |
| 2 милі                              | 8.17,1 (8.17,08) Дік Квекс Нова Зеландія                                                                             | 8.19,0 (8.19,02) Брендан Фостер Велика Британія                                   | | |
| 3 милі                              | |                                                                                   | | |
| 5000 метрів                         | 13.13,1 (13.13,10) Дік Квекс Нова Зеландія                                                                           | 13.13,7 (13.13,69) Клаус-Петер Гільденбранд ФРН                                   | 13.17,2 NR* Енн Селлік Естонська РСР                                                                                     | 13.44,8 Анатолій Недибалюк Вінницька обл. |
| 6 миль                              | |                                                                                   | | |
| 10000 метрів                        | 27.40,4 (27.40,38) Лассе Вірен Фінляндія                                                                             | 27.40,4 (27.40,38) Лассе Вірен Фінляндія                                          | 27.58,8 Енн Селлік Естонська РСР                                                                                         | 28.25,4 Павло Андреєв Львівська обл. |
| 10 миль                             | |                                                                                   | | |
| 20000 метрів                        | 57.24,2 WR* Йос Херменс Нідерланди                                                                                   | 57.24,2 ER* Йос Херменс Нідерланди                                                | | |
| 1 година                            | 20944 метра WR* Йос Херменс Нідерланди                                                                               | 20944 метра ER Йос Херменс Нідерланди                                             | | |
| 15 миль                             | |                                                                                   | | |
| 25000 метрів                        | 1:18.51,0 Раймо Хамінен Фінляндія                                                                                    | 1:18.51,0 Раймо Хамінен Фінляндія                                                 | | |
| 30000 метрів                        | 1:35.40,8 Альбрехт Мозер Швейцарія                                                                                   | 1:35.40,8 Альбрехт Мозер Швейцарія                                                | | |
| 110 метрів з бар'єрами              | 13,1 Ґі Дрю Франція 13,30 Ґі Дрю Франція                                                                             | 13,1 Ґі Дрю Франція 13,30 Ґі Дрю Франція                                          | 13,3 NR (13,50) NR* Віктор Мясников Білоруська РСР                                                                       | 13,8 В'ячеслав Найденко Київ |
| 120 ярдів з бар'єрами               | |                                                                                   | | |
| 400 метрів з бар'єрами              | 47,6 (47,64) WR* Едвін Мозес США                                                                                     | 48,9 (48,93) Алан Паскоу Велика Британія                                          | 49,0 (49,02) NR* Євген Гавриленко Білоруська РСР                                                                         | 50,0 (50,00) Василь Архипенко Донецька обл. |
| 440 ярдів з бар'єрами               | |                                                                                   | | |
| 3000 метрів з перешкодами           | 8.08,0 (8.08,02) WR* Андерс Гердеруд Швеція                                                                          | 8.08,0 (8.08,02) ER* Андерс Гердеруд Швеція                                       | 8.22,8 Володимир Лисовський Ленінград                                                                                    | 8.24,0 NR* Олександр Величко Київ |
| 4х100 метрів                        | 38,3 (38,33) США Гарві Гланс Джонні Джонс Міллард Гемптон Стів Ріддік                                                | 38,6 (38,56) СРСР Олександр Аксинін Микола Колесников Юрій Сілов Валерій Борзов   | 38,6 (38,56) СРСР Олександр Аксинін Ленінград Микола Колесников Ленінград Юрій Сілов Латвійська РСР Валерій Борзов УРСР  | 40,8 УРСР (молодіжна) Віктор Солонинко Харківська обл. Юрій Соін Харківська обл. Сергій Голіус Харківська обл. Олег Котехов Київ                       |
| 4x110 ярдів                         | |                                                                                   | | |
| 4х200 метрів                        | 1.21,5 WR* Університет Теннессі США Ламар Прейор Ронні Харріс Джером Морган Реджі Джонс                              |                                                                                   | | |
| 4х220 ярдів                         | 1.21,7 WR* Університет Теннессі США Ламар Прейор Ронні Харріс Джером Морган Реджі Джонс                              |                                                                                   | | |
| 4х400 метрів                        | 2.58,7 (2.58,65) США Герман Фрейзір Бенні Браун Фред Ньюгаус Максі Паркс                                             | 3.01,4 (3.01,43) Польща Ришард Подлас Ян Вернер Збігнєв Яремські Єжі П'єтшик      | 3.05,2 СРСР Дмитро Стукалов Ленінград Олександр Карасьов Ленінград Євген Гавриленко Білоруська РСР Валерій Юрченко РРФСР | 3.10,3 «Буревісник» (УРСР) Анатолій Решетняк Кримська обл. Микола Євтушенко Вінницька обл. Володимир Білоконь Київ Віктор Рогозянський Харківська обл. |
| 4x440 ярдів                         | |                                                                                   | | |
| 4x800 метрів                        | |                                                                                   | | |
| 4x880 ярдів                         | |                                                                                   | | |
| 4x1500 метрів                       | 15.02,6 Польща Хенрік Шордиковські Юзеф Жюбрак Міхал Сковронек Хенрик Вашилевські                                    | 15.02,6 Польща Хенрік Шордиковські Юзеф Жюбрак Міхал Сковронек Хенрик Вашилевські | | |
| 4x1 милі                            | 16.14,2 (16.14,12) Техаський Університет в Ель Пасо Кенія Джозеф Гічонгері Джеймс Муньяла Френк Мунене Вілсон Ваігва |                                                                                   | | |
| Спортивна хода 20000 метрів         | |                                                                                   | | |
| Спортивна хода 2 години             | |                                                                                   | | |
| Спортивна хода 30000 метрів         | |                                                                                   | | |
| Спортивна хода 20 миль              | |                                                                                   | | |
| Спортивна хода 30 миль              | |                                                                                   | | |
| Спортивна хода 50000 метрів         | |                                                                                   | | |
| 10 кілометрів (шосе)                | 28.35 WB* Білл Роджерс США                                                                                           |                                                                                   | | |
| 20 кілометрів (шосе)                | |                                                                                   | 59.48,3 Олексій Балухто РРФСР                                                                                            | 1:00.00,0 Анатолій Бондар Сумська обл. |
| Напівмарафон (шосе)                 | 1:03.46 WB* Хуан Рафаель Анхель Перес Коста-Рика Хосе Ревійн Бельгія                                                 |                                                                                   | | |
| 25 кілометрів (шосе)                | 1:15.59 WB* Едмундо Варнке Чилі                                                                                      |                                                                                   | | |
| 30 кілометрів (шосе)                | 1:30.20,8 (1:30.21) WB* Тошіакі Камата Японія                                                                        |                                                                                   | 1:31.53,0 Володимир Меркушин Білоруська РСР                                                                              | 1:33.18,0 Павло Левченко Запорізька обл. |
| Марафон (шосе)                      | 2:09.55,0 Вальдемар Цєрпінські НДР                                                                                   | 2:09.55,0 Вальдемар Цєрпінські НДР                                                | 2:12.19,0 Леонід Мосєєв РРФСР                                                                                            | 2:16.39,0 Григорій Требус Львівська обл. |
| 100 кілометрів (шосе)               | 7:15.14 WB* Парк Барнер США                                                                                          |                                                                                   | | |
| Спортивна хода 10 км                | |                                                                                   | 41.50,6 Борис Яковлев УРСР                                                                                               | 41.50,6 Борис Яковлев Київ |
| Спортивна хода 20 кілометрів (шосе) | 1:23.39,8 (1:23.40) WB* Данієль Баутіста Мексика                                                                     | 1:23.52,2 EB* Віктор Семенов СРСР                                                 | 1:23.52,2 вище досягнення СРСР Віктор Семенов РРФСР                                                                      | 1:23.55,0 вище досягнення УРСР Володимир Голубничий Сумська обл.                                                                                       |
| Спортивна хода 50 кілометрів (шосе) | | 3:53.16,0 Анатолій Березін СРСР                                                   | 3:53.16,0 вище досягнення СРСР Анатолій Березін Ленінград                                                                | 3:55.59,0 вище досягнення УРСР Юрій Андрющенко Київ |
| Стрибки у висоту                    | 2,32 WR* Дуайт Стоунз США                                                                                            | 2,29 ER* Яцек Вшола Польща                                                        | 2,26 Сергій Сенюков УРСР                                                                                                 | 2,26 NR* Сергій Сенюков Чернівецька обл. |
| Стрибки з жердиною                  | 5,70 WR* Девід Робертс США                                                                                           | 5,62 ER* Владислав Козакевич Польща Тадеуш Слюсарський Польща                     | 5,56 NR* Володимир Трофименко Ленінград                                                                                  | 5,53 NR* Юрій Прохоренко Київ |
| Стрибки в довжину                   | 8,35 Арні Робінсон США                                                                                               | 8,26 Жак Руссо Франція                                                            | 8,21 Олексій Переверзев Москва                                                                                           | 8,14 Валерій Підлужний Донецька обл. |
| Потрійний стрибок                   | 17,39 Жоао Карлос де Олівейра Бразилія                                                                               | 17,22 Віктор Санєєв СРСР                                                          | 17,22 Віктор Санєєв Грузинська РСР                                                                                       | 16,60 NR* Олександр Яковлев Київ |
| Штовхання ядра                      | 22,00 WR* Олександр Баришников СРСР                                                                                  | 22,00 ER* Олександр Баришников СРСР                                               | 22,00 NR* Олександр Баришников Ленінград                                                                                 | 20,91 NR* Анатолій Ярош Ворошиловградська обл. |
| Метання диска                       | 70,86 WR* Мак Вілкінс США                                                                                            | 68,60 ER* Вольфганг Шмідт НДР                                                     | 66,04 NR* Володимир Ляхов РРФСР                                                                                          | 63,78 NR* Віктор Журба Ворошиловградська обл. |
| Метання молота                      | 78,86 Юрій Сєдих СРСР                                                                                                | 78,86 Юрій Сєдих СРСР                                                             | 78,86 NR* Юрій Сєдих УРСР                                                                                                | 78,86 NR* Юрій Сєдих Київ |
| Метання списа                       | 94,58 WR* Міклош Немет Угорщина                                                                                      | 94,58 ER* Міклош Немет Угорщина                                                   | 88,16 Олексій Чупилко УРСР                                                                                               | 88,16 Олексій Чупилко Харківська обл. 88,14 NR* Анатолій Жеребцов Одеська обл.                                                                         |
| Десятиборство                       | 8618 WR* Брюс Дженнер США                                                                                            | 8468 ER* Олександр Гребенюк СРСР                                                  | 8468 NR* Олександр Гребенюк РРФСР                                                                                        | 8369 Микола Авілов Одеська обл. |

## Жінки

### Зимовий сезон
| Дисципліна            | Світ                                                               | Європа                                                             | СРСР                                                                                         | УРСР                                             |
| --------------------- | ------------------------------------------------------------------ | ------------------------------------------------------------------ | -------------------------------------------------------------------------------------------- | ------------------------------------------------ |
| 50 метрів             | 6,30 Крістіна Бремер НДР                                           | 6,30 Крістіна Бремер НДР                                           |                                                                                              |                                                  |
| 60 метрів             | 7,0 Лінда Хаглунд Швеція 7,20 Лінда Хаглунд Швеція                 | 7,0 EIB* Лінда Хаглунд Швеція 7,20 Лінда Хаглунд Швеція            | 7,1 Людмила Сторожкова Узбецька РСР Віра Анісімова Москва 7,32 Віра Анісімова Москва         | 7,5 Ольга Кострикова Херсонська обл.             |
| 300 метрів            | 37,9 Бурглінде Поллак НДР                                          | 37,9 EIB* Бурглінде Поллак НДР                                     | 38,5 вище досягнення СРСР Інта Клімовіча Латвійська РСР                                      | 38,5 вище досягнення УРСР Людмила Аксьонова Київ |
| 400 метрів            | 52,26 Ріта Вільден ФРН                                             | 52,26 Ріта Вільден ФРН                                             | 52,80 Інта Клімовіча Латвійська РСР                                                          | 53,60 Людмила Аксьонова Київ                     |
| 600 метрів            |                                                                    |                                                                    | 1.30,0 вище досягнення СРСР Надія Мушта РРФСР 1.30,04 вище досягнення СРСР Надія Мушта РРФСР |                                                  |
| 800 метрів            | 2.01,1 Ніколіна Штерева Болгарія 2.01,42 Ніколіна Штерева Болгарія | 2.01,1 Ніколіна Штерева Болгарія 2.01,42 Ніколіна Штерева Болгарія |                                                                                              | 2.11,3 Юлія Сафіна Київська обл.                 |
| 1000 метрів           | 2.42,2 Дженіс Меррілл США                                          |                                                                    |                                                                                              |                                                  |
| 1500 метрів           | 4.10,6 Ніколіна Штерева Болгарія                                   | 4.10,6 Ніколіна Штерева Болгарія                                   |                                                                                              | 4.26,3 Галина Лукьянова Житомирська обл.         |
| 3000 метрів           |                                                                    | 9.05,0 (9.05,03) EIB* Ірина Бондарчук СРСР                         | 9.05,0 (9.05,03) вище досягнення СРСР Ірина Бондарчук Ленінград                              | 9.39,62 Раїса Катюкова Київська обл.             |
| 2 милі                | 9.59,6 Дженіс Меррілл США                                          |                                                                    |                                                                                              |                                                  |
| 60 метрів з бар'єрами | 7,96 Гражина Рабштин Польща                                        | 7,96 Гражина Рабштин Польща                                        | 8,08 Наталія Лебедева Москва                                                                 | 8,3 Марія Кеменчежи Донецька обл.                |
| Стрибки у висоту      | 1,92 Розмарі Аккерманн НДР                                         | 1,92 Розмарі Аккерманн НДР                                         |                                                                                              | 1,81 Надія Осколок Київ                          |
| Стрибки в довжину     | 6,76 Ангела Фойгт НДР                                              | 6,76 Ангела Фойгт НДР                                              | 6,64 Лідія Алфеєва Москва                                                                    | 5,94 Світлана Акатова Ворошиловградська обл.     |
| Штовхання ядра        | 20,78 Іванка Христова Болгарія                                     | 20,78 Іванка Христова Болгарія                                     | 20,56 Надія Чижова Ленінград                                                                 | 18,90 вище досягнення УРСР Наталія Носенко Київ  |
| Триборство            |                                                                    |                                                                    |                                                                                              | 2725 Надія Ткаченко Донецька обл.                |

### Літній сезон
| Дисципліна                  | Світ                                                                                           | Європа                                                                                     | СРСР | УРСР |
| --------------------------- | ---------------------------------------------------------------------------------------------- | ------------------------------------------------------------------------------------------ | --- | --- |
| 100 ярдів                   |                                                                                                |                                                                                            | | |
| 100 метрів                  | 10,8 Аннегрет Ріхтер ФРН 11,01 WR* Аннегрет Ріхтер ФРН                                         | 10,8 Аннегрет Ріхтер ФРН 11,01 ER* Аннегрет Ріхтер ФРН                                     | 11,1 NR* Людмила Маслакова Москва 11,30 NR* Людмила Маслакова Москва                                                                | 11,2 NR* Тетяна Пророченко Запорізька обл. 11,53 Тетяна Пророченко Запорізька обл.                                        |
| 200 метрів                  | 22,4 (22,37) Бербель Веккель НДР                                                               | 22,4 (22,37) Бербель Веккель НДР                                                           | 22,8 Тетяна Пророченко УРСР 22,98 Тетяна Пророченко УРСР                                                                            | 22,8 NR* Тетяна Пророченко Запорізька обл. 22,98 NR* Тетяна Пророченко Запорізька обл.                                    |
| 220 ярдів                   |                                                                                                |                                                                                            | | |
| 300 метрів                  | 35,4 WB* Крістіна Бремер НДР                                                                   | 35,4 EB* Крістіна Бремер НДР                                                               | | |
| 400 метрів                  | 49,3 (49,29) WR* Ірена Шевінська Польща                                                        | 49,3 (49,29) ER* Ірена Шевінська Польща                                                    | 51,0 NR* Людмила Аксьонова УРСР 51,19 NR* Надія Ільїна Москва                                                                       | 51,0 (51,27) NR* Людмила Аксьонова Київ                                                                                   |
| 440 ярдів                   |                                                                                                |                                                                                            | | |
| 800 метрів                  | 1.54,9 (1.54,94) WR* Тетяна Казанкіна СРСР                                                     | 1.54,9 (1.54,94) ER* Тетяна Казанкіна СРСР                                                 | 1.54,9 (1.54,94) NR* Тетяна Казанкіна Ленінград                                                                                     | 2.01,5 Юлія Сафіна Київська обл.                                                                                          |
| 880 ярдів                   |                                                                                                |                                                                                            | | |
| 1000 метрів                 | 2.32,8 WB* Тамара Сорокіна СРСР                                                                | 2.32,8 EB* Тамара Сорокіна СРСР                                                            | 2.32,8 вище досягнення СРСР Тамара Сорокіна РРФСР                                                                                   | 2.50,8 Світлана Попова Харківська обл.                                                                                    |
| 1500 метрів                 | 3.56,0 WR* Тетяна Казанкіна СРСР                                                               | 3.56,0 ER* Тетяна Казанкіна СРСР                                                           | 3.56,0 NR* Тетяна Казанкіна Ленінград                                                                                               | 3.59,8 NR* Раїса Катюкова Київська обл.                                                                                   |
| 1 миля                      |                                                                                                |                                                                                            | | |
| 2000 метрів                 | 5.40,0 WB* Людмила Брагіна СРСР                                                                | 5.40,0 EB* Людмила Брагіна СРСР                                                            | 5.40,0 вище досягнення СРСР Людмила Брагіна РРФСР                                                                                   | |
| 3000 метрів                 | 8.27,2 (8.27,12) WR* Людмила Брагіна СРСР                                                      | 8.27,2 (8.27,12) ER* Людмила Брагіна СРСР                                                  | 8.27,2 (8.27,12) NR* Людмила Брагіна РРФСР                                                                                          | 8.41,8 (8.41,77) NR* Раїса Катюкова Київська обл.                                                                         |
| 1 година                    | 16916 метрів WB* Маргеріта Гаргано Італія                                                      | 16916 метрів EB* Маргеріта Гаргано Італія                                                  | | |
| 100 метрів з бар'єрами      | 12,69 Гражина Рабштин Польща                                                                   | 12,69 Гражина Рабштин Польща                                                               | 12,78 NR* Тетяна Анисимова Ленінград                                                                                                | 13,3 Надія Ткаченко Донецька обл. 13,41 Надія Ткаченко Донецька обл.                                                      |
| 400 метрів з бар'єрами      |                                                                                                |                                                                                            | 56,8 NR* Тетяна Сторожева РРФСР 58,64 NR* Людмила Поппе УРСР                                                                        | 58,2 NR* Людмила Поппе Київ 58,64 NR* Людмила Поппе Київ                                                                  |
| 4х100 метрів                | 42,5 (42,50) WR* НДР Марліс Ольснер Ренате Штехер Карла Бодендорф Мартіна Блос                 | 42,5 (42,50)ER* НДР Марліс Ольснер Ренате Штехер Карла Бодендорф Мартіна Блос              | 42,9 (42,93) NR* СРСР Тетяна Анисимова Ленінград Людмила Маслакова Москва Надія Бесфамільна Москва Тетяна Пророченко УРСР           | 46,1 УРСР (дівчата) Л.Бережок Любов Сокольчук Донецька обл. Олена Штефан Запорізька обл. Ольга Кострикова Херсонська обл. |
| 4х110 ярдів                 |                                                                                                |                                                                                            | | |
| 4х200 метрів                | 1.32,4 WR НДР Гудрун Беренд Марліс Ольснер Бербель Веккель Ренате Штехер                       | 1.32,4 ER НДР Гудрун Беренд Марліс Ольснер Бербель Веккель Ренате Штехер                   | | |
| 4х220 ярдів                 |                                                                                                |                                                                                            | | |
| 4х400 метрів                | 3.19,2 (3.19,23) WR* НДР Доріс Малецькі Брігітте Реде Еллен Штрайдт Крістіна Бремер            | 3.19,2 (3.19,23) ER* НДР Доріс Малецькі Брігітте Реде Еллен Штрайдт Крістіна Бремер        | 3.24,2 (3.24,24) NR* СРСР Інта Клімовіча Латвійська РСР Людмила Аксьонова УРСР Наталія Соколова Москва Надія Ільїна Москва          | 3.45,8 Донецька обл. Ніна Зюськова Галина Янченко Лідія Ільїна Н.Лозовська                                                |
| 4х440 ярдів                 | 3.29,1 (3.29,06) WR СРСР Світлана Стиркіна Москва Інта Клімовіча Наталія Соколова Надія Ільїна | 3.29,1 (3.29,06) ER СРСР Світлана Стиркіна Інта Клімовіча Наталія Соколова Надія Ільїна    | 3.29,1 (3.29,06) NR СРСР Світлана Стиркіна Москва Інта Клімовіча Латвійська РСР Наталія Соколова Москва Надія Ільїна Москва         | |
| 4х800 метрів                | 7.52,4 WR* СРСР Тетяна Провідохіна Валентина Герасимова Світлана Стиркіна Тетяна Казанкіна     | 7.52,4 ER* СРСР Тетяна Провідохіна Валентина Герасимова Світлана Стиркіна Тетяна Казанкіна | 7.52,4 NR* СРСР Тетяна Провідохіна Ленінград Валентина Герасимова Казахська РСР Світлана Стиркіна Москва Тетяна Казанкіна Ленінград | |
| Спортивна хода 5000 метрів  | 23.48,2 WB* Маргарета Сіму Швеція                                                              | 23.48,2 EB* Маргарета Сіму Швеція                                                          | | |
| Спортивна хода 10000 метрів | 49.46,8 WB* Сів Густавссон Швеція                                                              | 49.46,8 EB* Сів Густавссон Швеція                                                          | | |
| 10 кілометрів (шосе)        | 34.51 WB* Джулі Ші США                                                                         |                                                                                            | | |
| 10 миль (шосе)              | 57.04 WB* Джулі Ші США                                                                         |                                                                                            | | |
| 25 кілометрів (шосе)        | 1:30.06 WB* Кріста Валензік ФРН                                                                | 1:30.06 EB* Кріста Валензік ФРН                                                            | | |
| Стрибки у висоту            | 1,96 WR* Розмарі Аккерманн НДР                                                                 | 1,96 ER* Розмарі Аккерманн НДР                                                             | 1,90 NR* Галина Філатова Москва Тетяна Шляхто Білоруська РСР                                                                        | 1,83 Ніна Сербіна Житомирська обл.                                                                                        |
| Стрибки в довжину           | 6,99 WR* Зігрун Зігль НДР                                                                      | 6,99 ER* Зігрун Зігль НДР                                                                  | 6,79 NR* Лідія Алфеєва Москва | 6,56 NR* Тетяна Скачко Ворошиловградська обл.                                                                             |
| Штовхання ядра              | 21,99 WR* Гелена Фібінгерова Чехословаччина                                                    | 21,99 ER* Гелена Фібінгерова Чехословаччина                                                | 21,13 Світлана Крачевська Москва | 19,90 NR* Наталія Носенко Київ                                                                                            |
| Метання диска               | 70,50 WR* Фаїна Мельник СРСР                                                                   | 70,50 ER* Фаїна Мельник СРСР                                                               | 70,50 NR* Фаїна Мельник Москва | 63,32 NR* Валентина Кузьменко Київ                                                                                        |
| Метання списа               | 69,12 WR* Рут Фукс НДР                                                                         | 69,12 ER* Рут Фукс НДР                                                                     | 63,86 Людмила Пастернакович Москва                                                                                                  | 55,10 Валентина Литвинова Харківська обл.                                                                                 |
| П'ятиборство                | 4924 Ева Вільмс ФРН                                                                            | 4924 Ева Вільмс ФРН                                                                        | 4783 NR* Людмила Поповська Ленінград                                                                                                | 4772 Надія Ткаченко Донецька обл.                                                                                         |